# 天链一号01星
天链一号01星（天链一号零一星）是中国首颗数据中继卫星，設計壽命為6年，于2008年4月25日23时35分在西昌卫星发射中心发射升空。25分钟后，卫星准确的进入预定的地球同步转移轨道。
中继卫星又被称作“卫星的卫星”，可为中、低轨道资源卫星和飞船等航天器提供数据中继和测控服务，起到一个数据中转站的作用。

## 火箭
本次发射任务由长征三号丙运载火箭完成，中国航天科技集团公司所属的中国运载火箭技术研究院所研究。该火箭为新型的三级液体推进剂火箭，全长约55米，起飞质量343吨。此次发射亦是该型火箭的首次发射，也是长征系列运载火箭的第105次飞行，使得长征系列火箭自1996年10月以来连续63次发射成功，连续成功率世界第一位。